# Демополис (аэропорт)
Муниципальный аэропорт Демополис (англ. Demopolis Municipal Airport), (ИКАО: KDYA, FAA LID: DYA, бывший код 7A2) — гражданский аэропорт, расположенный в 11 километрах к юго-западу от центральной части города Демополис (округ Маренго, Алабама, США). Аэропорт находится в собственности города Демополис.

## История
Аэропорт был построен во время Второй мировой войны Военно-воздушными силами США и введён в эксплуатацию в октябре 1943 года.

## Операционная деятельность
Муниципальный аэропорт Демополис занимает площадь в 177 гектар, расположен на высоте 34 метров над уровнем моря и эксплуатирует одну взлётно-посадочную полосу:
- 4/22 размерами 1524 х 30 метров с асфальтовым покрытием.

В период с 29 октября 2006 по 29 октября 2007 года муниципальный аэропорт Демополис обработал 5250 операций по взлётам и посадкам воздушных судов (в среднем 14 операций ежедневно), из которых 99 % пришлось на рейсы авиации общего назначения и 1 % — на военную авиацию. В указанный период в аэропорту базировалось 18 самолётов, из них 89 % — однодвигательные самолёты и 11 % — многодвигательные.